# Maxates brevicaudata
Maxates brevicaudata är en fjärilsart som beskrevs av Anthony C. Galsworthy 1997. Maxates brevicaudata ingår i släktet Maxates och familjen mätare. Inga underarter finns listade i Catalogue of Life.